# Кано (аеропорт)
Міжнародний аеропорт імені Маллама Аміну Кано (IATA: KAN, ICAO: DNKN) — міжнародний аеропорт, що обслуговує Кано (столицю штату Кано, Нігерія). Це була база Королівських ВПС Великої Британії до того, як країна стала незалежною. Це головний аеропорт, який обслуговує північну Нігерію і був названий на честь політика Маллама Аміну. Аеропорт має, як міжнародний, так і внутрішній термінали. Розпочато будівництво нового внутрішнього терміналу, який був зданий в експлуатацію 23 травня 2011 року. У 2009 році аеропорт обслужив 323 482 пасажири. Основна частина міжнародних рейсів обслуговує велику суданську громаду в Кано та мусульманське паломництво до Мекки.